# Sumitrosis pallescens
Sumitrosis pallescens är en skalbaggsart som först beskrevs av Joseph Sugar Baly 1885.  Sumitrosis pallescens ingår i släktet Sumitrosis och familjen bladbaggar. Inga underarter finns listade i Catalogue of Life.